# Elektronik Hobby
Elektronik Hobby  – polski miesięcznik o tematyce elektronicznej, kierowany  do elektroników-amatorów, wydawany  w latach 1992–1993 przez wydawnictwo PW „ARTCOM” z Elbląga. W odróżnieniu od powiązanego z nim „Nowego Elektronika” pismo koncentrowało się na elektronice analogowej, technice audio-wizualnej oraz prostych układach elektroniki powszechnego użytku.